# 英國皇室內廷
英國皇室內廷（英語：Royal Households of the United Kingdom）是由不同負責支援英國皇室成員的部門所組成。部份負責執行公務的皇室成員，均擁有自己專屬的宮內人員。各人享有的人手規模各異，例如君主享有規模龐大的內廷人員，而威爾斯親王和威爾斯王妃直屬的宮內人員規模則相對較少。
除了皇室官員和後勤人員，君主直屬的內廷包含王國不同階層的代表，包括政府、軍隊和教會。其中政府黨鞭、國防參謀長、神職人員、科學家、音樂家、詩人和藝術家等都在皇室內廷掛有名譽職務。因此，皇室內廷可以被視為具有像徵性和實際的功能：體現君主與憲制和國民生活不同部份的密切關係。

## 外部連結
- 英國皇室官方網站